# Велик драгоман
Великият драгоман (на османотурски език: terdjümân-ı bâb-ı âlî; на гръцки: [μέγας] διερμηνέας της Υψηλής Πύλης) е официален главен преводач на османския диван и де факто заместник-министър на външните работи.
Длъжността датира от 1661 г. и е учредена във връзка с кандийската война, като до избухването на гръцката революция през 1821 г. е запазена за фанариотите. Великият драгоман е основен стълб на фанариотската османска власт, след като от 1711/15 г. по правило етнически гърци окупират властта в дунавските княжества Влашко и Молдова.
Длъжността на драгомана датира от началото на 16 век в Османската империя. Драгоманите са част от реис юл-кюттаб. През последните два месеца на 1661 г. Кьопрюлю Фазъл Ахмед паша учредява длъжността и назначава на нея Панайотис Никусиос. През 1673 г. първият велик драгоман е наследен от Александър Маврокордат, който остава на поста до 1703 г., след което с края на епохата Кьопрюлю членовете на фамилията Маврокордато се настаняват и начело на Влашко и Молдова. 